# Eurytoma martellii
Espèce
Eurytoma martellii est un insecte parasitoïde de la famille des Eurytomidés (hyménoptères : chalcidoïdés). Il est un des ennemis naturels de la mouche de l'olive.

## Description
Il est difficile de reconnaître un adulte, à cause de sa petite dimension et de l'absence d'éléments morphologiques particuliers. On le confond facilement avec d'autres hyménoptères
Le corps est long de 2-4 mm, presque entièrement noir, avec des variations de couleur correspondant à la partie distale de la patte (jaune pâle) et des yeux. La tête est notablement longue, avec des antennes composées de 11 articles. Le flagelle est composé d'un anneau, d'un funicule de 5 articles et d'une baguette de 3. Les segments du funicule sont différents selon le sexe : chez la femelle, ils sont subcylindriques, chez le mâle, ils sont pédonculés et portent des verticilles de soies sensitives.
La partie dorsale du thorax est recouverte de sculptures alvéolées. Les  notaules sont complets et le prothorax (pronotum) est bien développé et visible dorsalement. Les ailes ont la veine postmarginale plus longues que la moitiè de la marginale et un peu plus longue que la stigmale.

Schéma de l'abdomen de l'apocrite

L'abdomen est comprimé transversalement et a un développement réduit par rapport au thorax. Le 4e segment est nettement plus développé que les autres. Le propodéum est court, légèrement plus long chez le mâle.

## Biologie
La biologie de ces insectes est peu caractéristique. Le peu d'informations disponibles signalent une activité comme parasitoîde primaire d'espèce tierces et sur la larve de mouche de l'Olive, sur lesquelles il développe un ectoparasitisme solitaire. La littérature ne cite pas d'autres hôtes, cependant le fait qu'il accomplit plusieurs générations dans l'année ferait penser qu'il s'agit d'un parasitoïde à régime polyphage ou oligophage. Dans certaines zones, il a pu devenir le parasitoïde le plus actif sur la mouche de l'Olive .
En ce qui concerne le rapport avec les autres parasitoïdes associés à la mouche de l'olive, il est va cité comme concurrent de l'Eupelmus urozonus, qui peut se développer comme hyperparasite même sur l'Eurytomidae.

## Aire de répartition
La presence d'Eurytoma martellii est signalée dans plusieurs pays du Bassin Méditerranéen, alors que cette espèce n'est pas citée dans d'autres zones.